# Mohamed Taib
Mohamed Taib (sinh ngày 20 tháng 4 năm 1994) là một cầu thủ bóng đá người Algérie thi đấu cho DRB Tadjenanet ở vị trí tiền vệ.